# Tretjärnarna (Ljusdals socken, Hälsingland)
Tretjärnarna är en sjö i Ljusdals kommun i Hälsingland och ingår i Delångersåns huvudavrinningsområde.